# Banu Kharus
Banu Kharus són una tribu d'Oman, de grup Azd, fracció Yahmad. Van emigrar a Oman en època pre-islàmica i es van establir a la vall de Kharus on passava el riu uadi Banu Kharus que s'uneix al Wadi l-Far i desaigua a la mar a la plana de Batina. Prop de la confluència dels dos rius hi havia la fortalesa ibadita d'al-Rustaq.
Aquesta tribu va proporcionar la major part dels imams ibadites d'Oman, el primer dels quals fou al-Warith ibn Kab (795-808). Harun ar-Raixid va enviar una expedició però les seves forces foren derrotades a Suhar.
Al segle xix el cap dels Banu Kharus, Said ibn Khalfan al-Khalili, va exercir una gran influència en l'elecció d'Azzan ibn Kays dels Al Busaid com imam ibadita. Quan l'imamat fou restablert el 1913, Salim ibn Rashid al-Kharusi va esdevenir el cap de la comunitat fins al seu assassinat el 1920 quan el va succeir Muhammad ibn Abd Allah, net de Said ibn Khalfan, que va regnar fins a la seva mort el 1954.